# Luite
Luite (estonien : Dune) est un quartier du district de Kesklinn à Tallinn en Estonie.

## Description
En 2019, Luite compte 775 habitants.
Sa superficie  est de 0,85 km2.
Les quartiers limitrophes de Luite sont Veerenni, Juhkentali, Ülemistejärve et Kitseküla.
Les rues du quartier sont :  Auru tänav, Suitsu tänav Järvevana tee, Leete tänav, Luite tänav, Suitsu põik, Siduri tänav, Tendri tänav, Veduri tänav, Veerenni põik, Veerenni tänav, Viadukti tänav et Vile tänav.

## Population
| 2008 | 2010 | 2011 | 2012 | 2013 | 2014 |
| ---- | ---- | ---- | ---- | ---- | ---- |
| 727  | 736  | 741  | 763  | 766  | 813  |

| 2015 | 2016 | 2017 | 2018 | 2019 | 2020 |
| ---- | ---- | ---- | ---- | ---- | ---- |
| 808  | 799  | 809  | 816  | 775  | 778  |

| 2021 | 2022 | - | - | - | - |
| ---- | ---- | - | - | - | - |
| 799  | 772  | - | - | - | - |

## Transports
Luite est desservi par les lignes de bus n° 5, 14, 16, 18, 20, 20A, 32 et 36 et par les lignes de tramway n° 3 et n° 4.

## Galerie

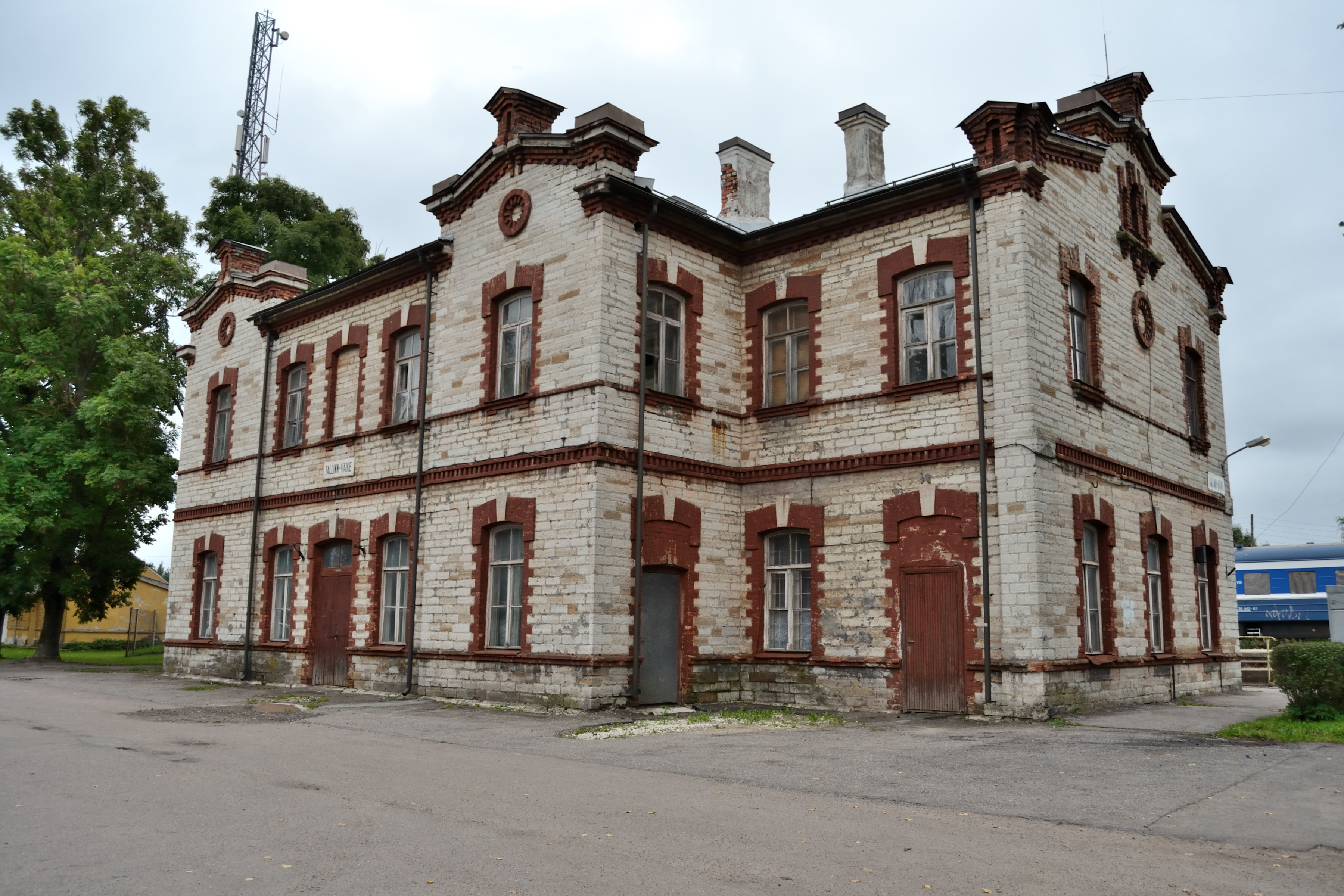
Gare de Tallinn Väike, 1996.
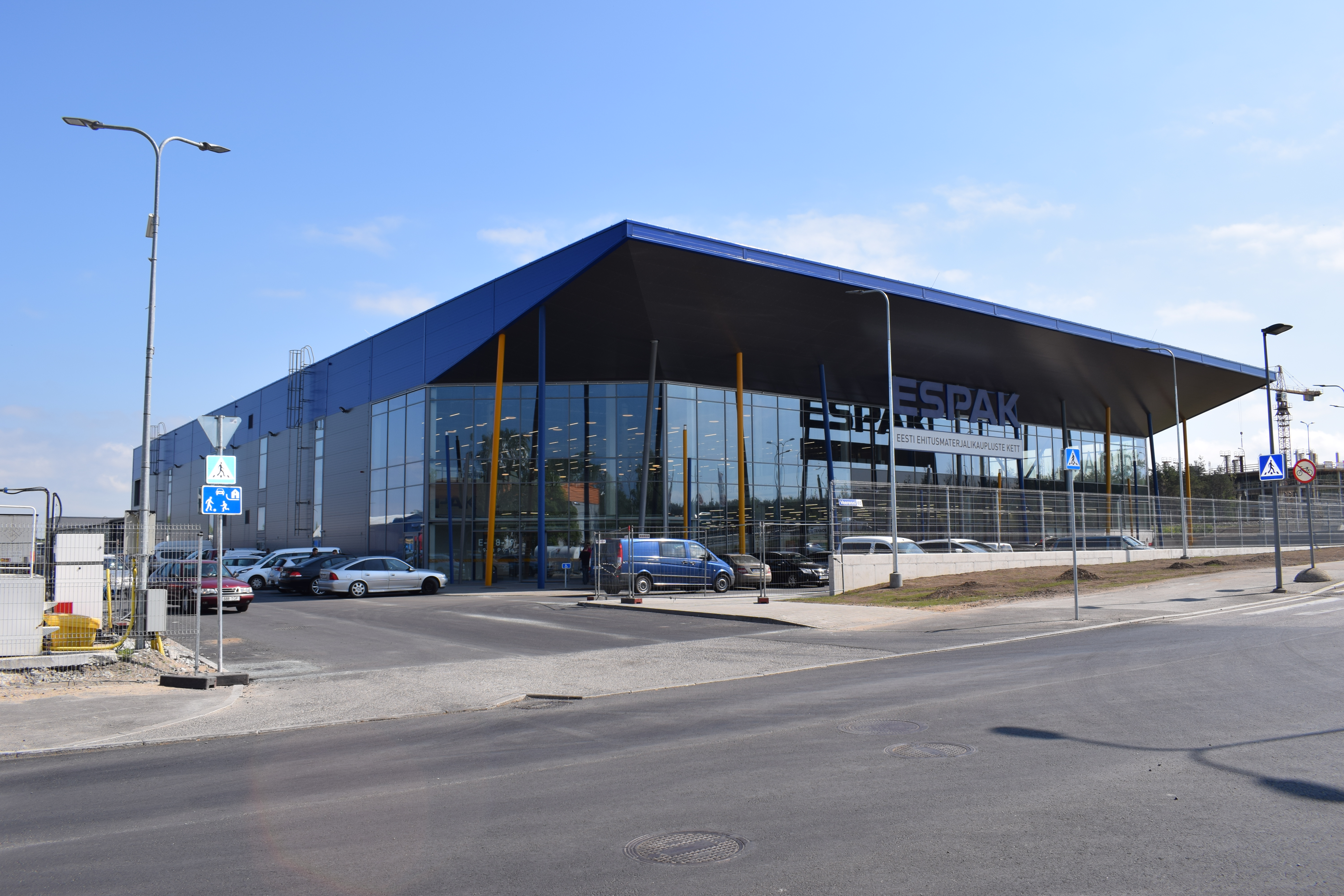
Veerenni 65.
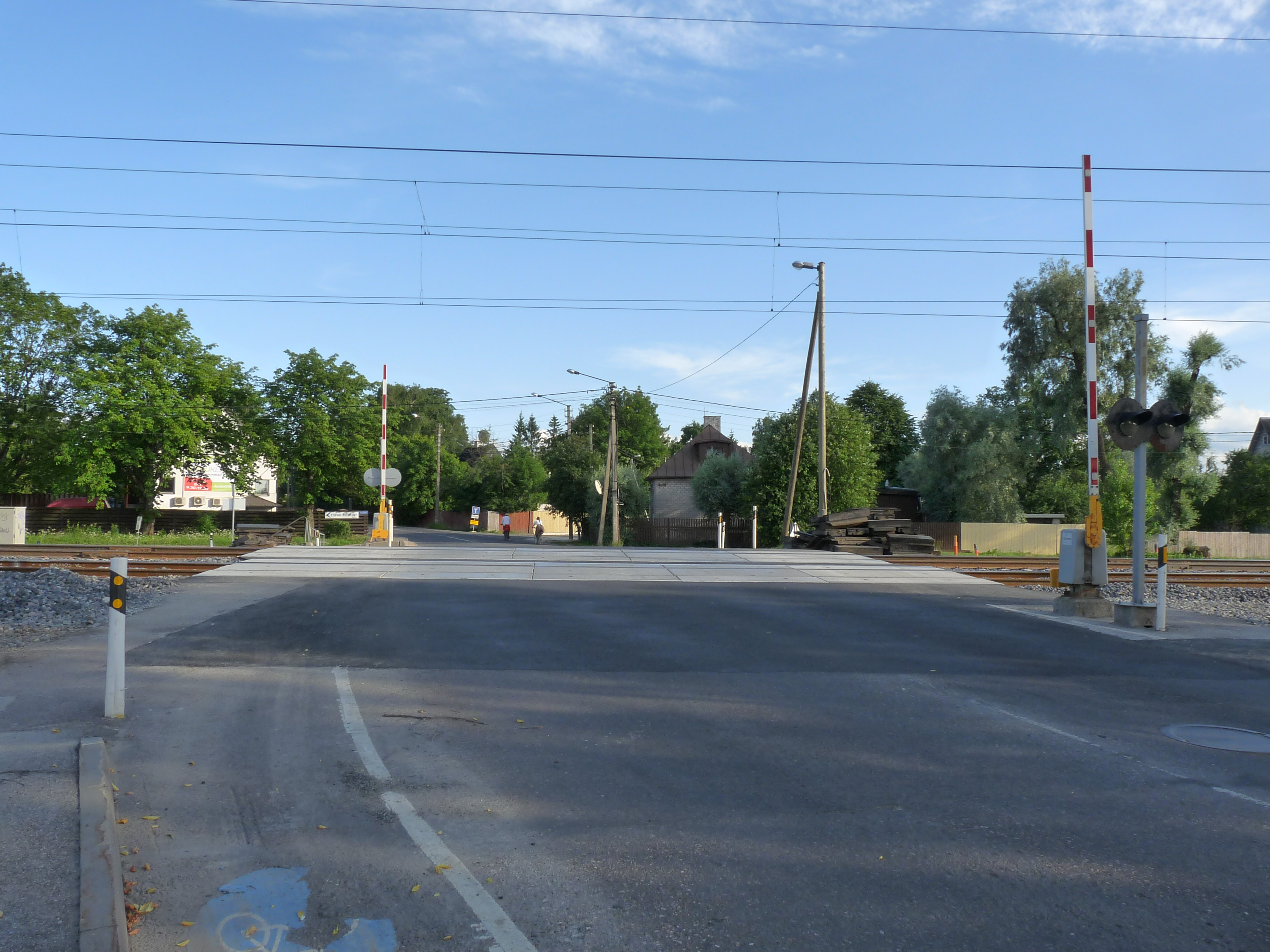
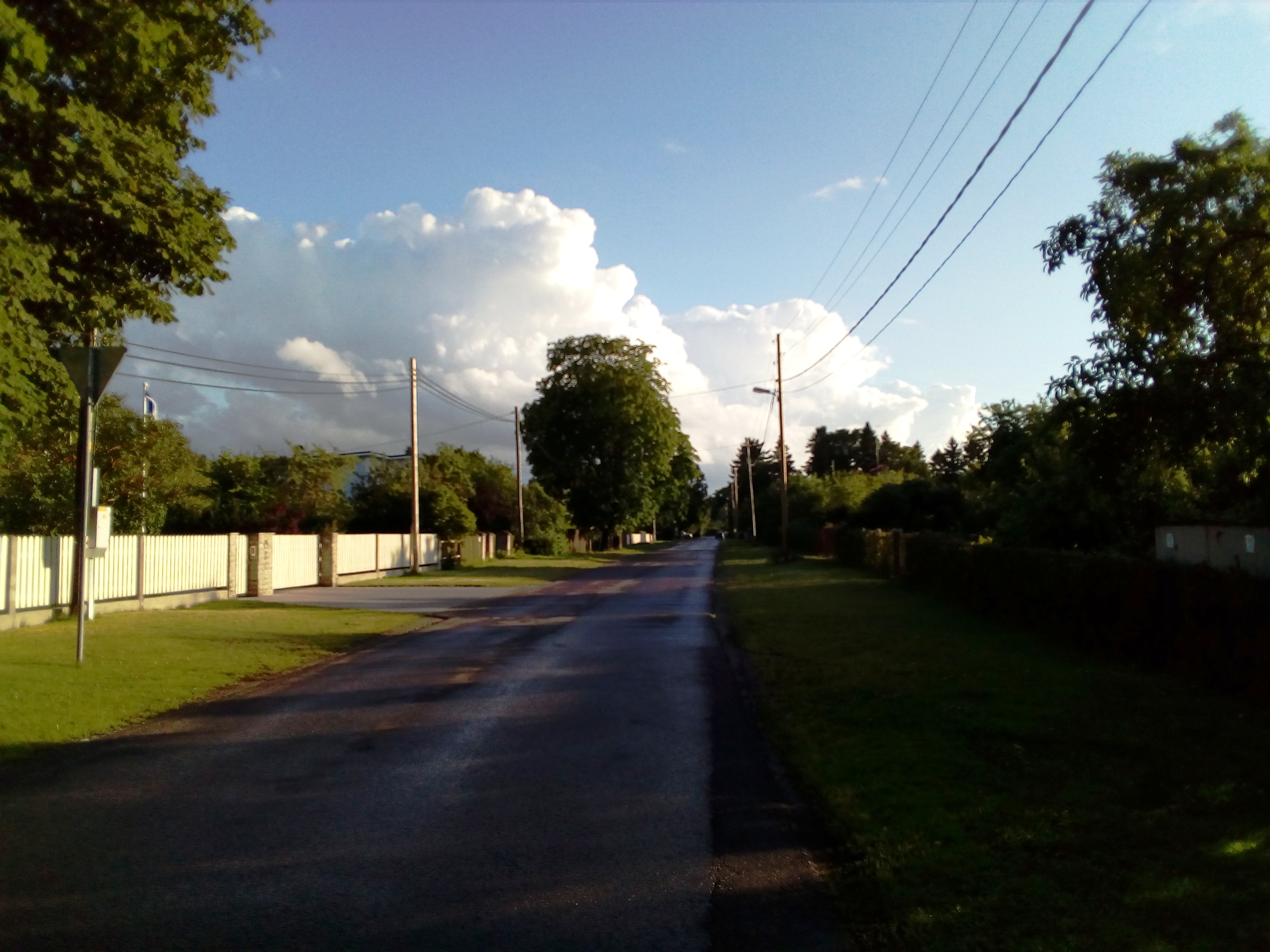
Luite tänav.
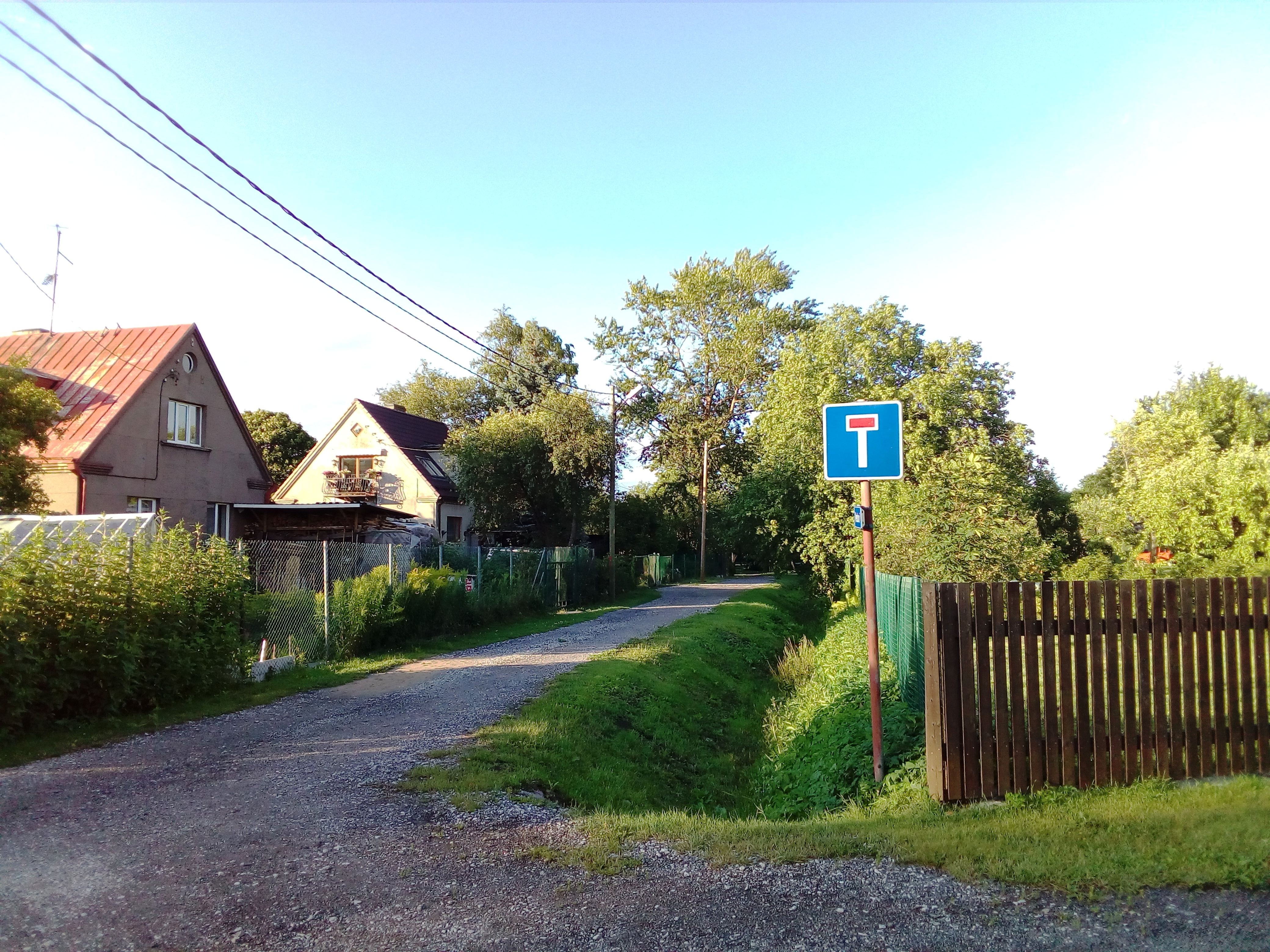
Veduri tänav.
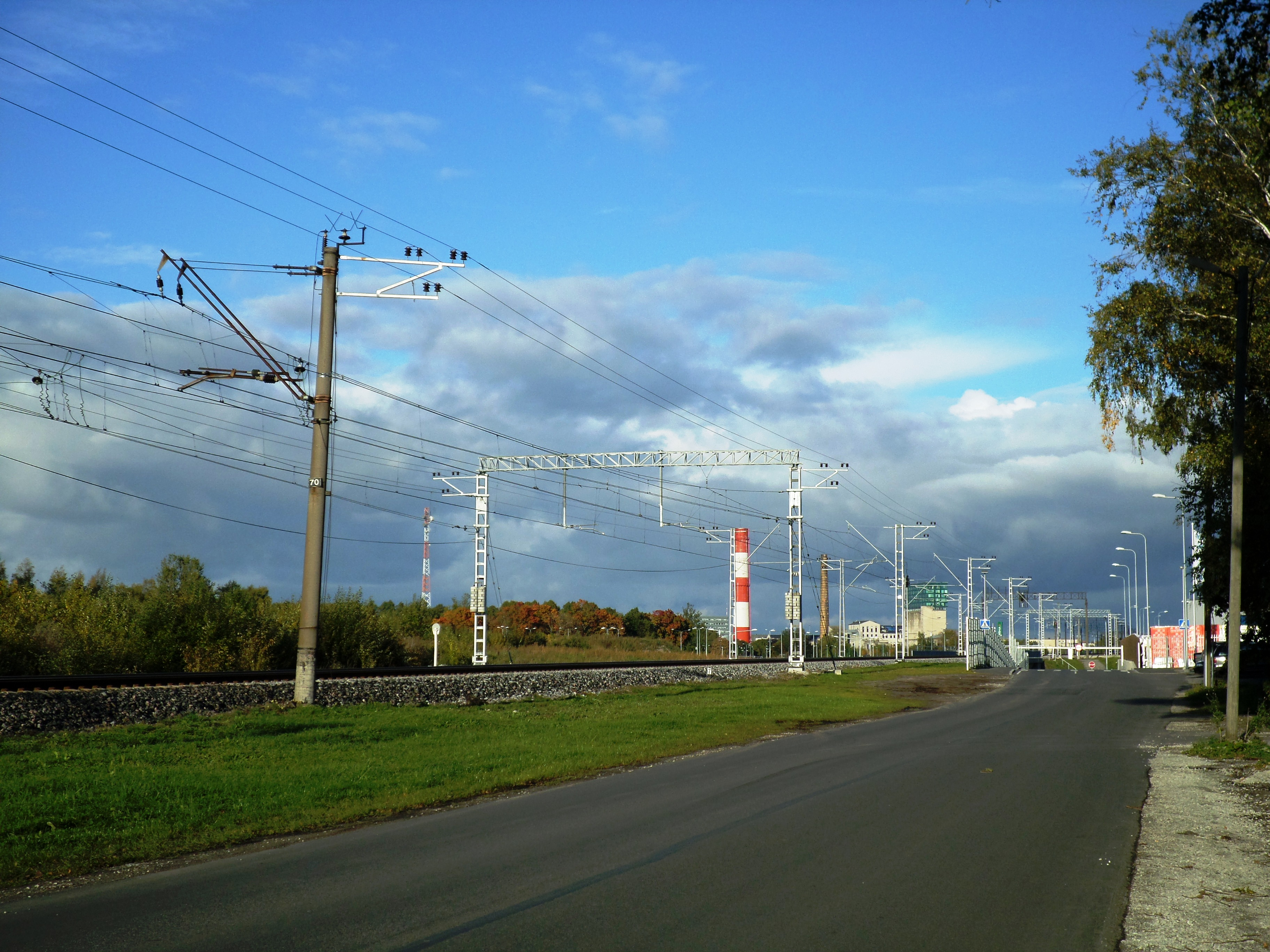
Viadukti tänav.
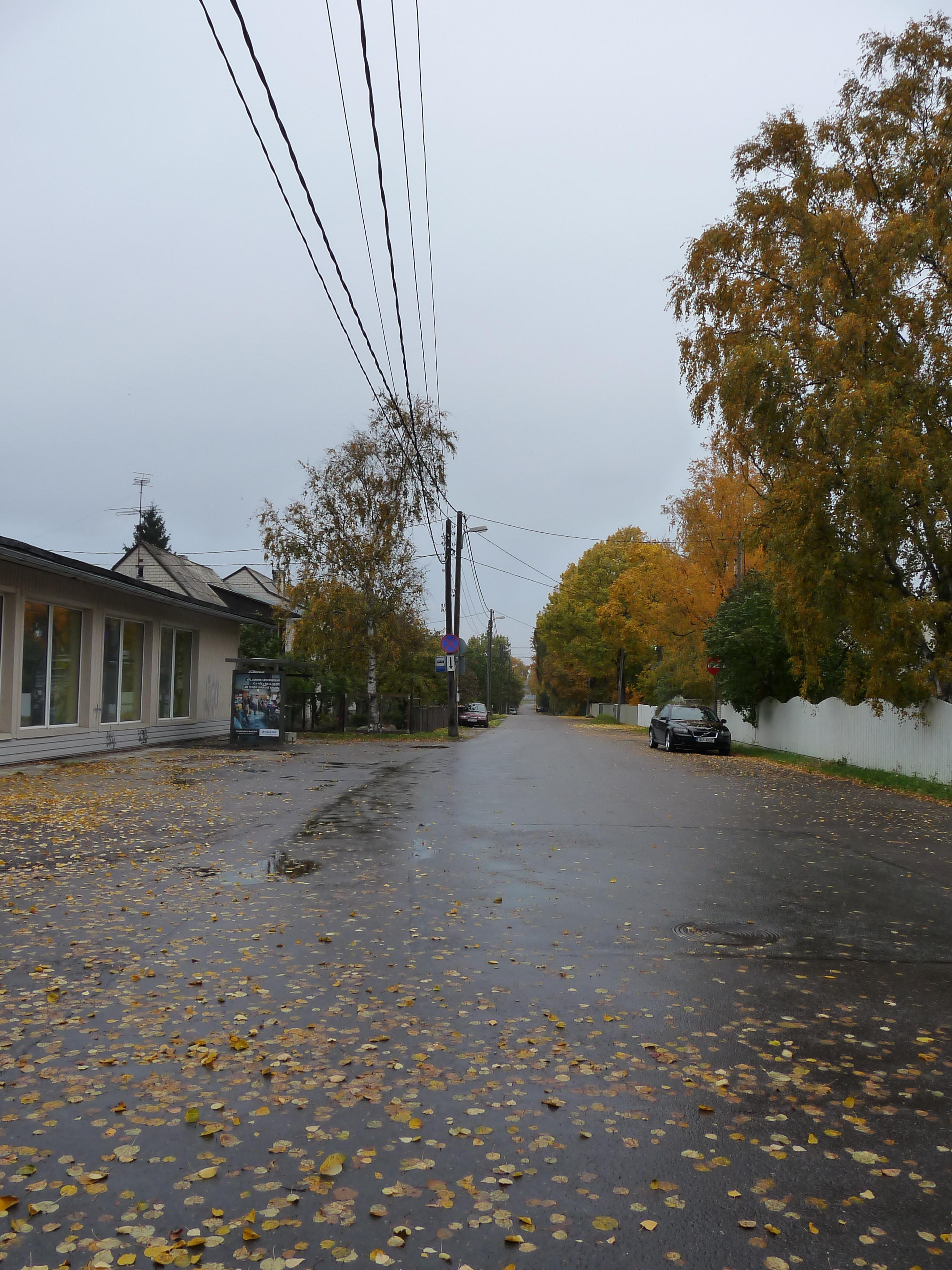
Leete tänav.
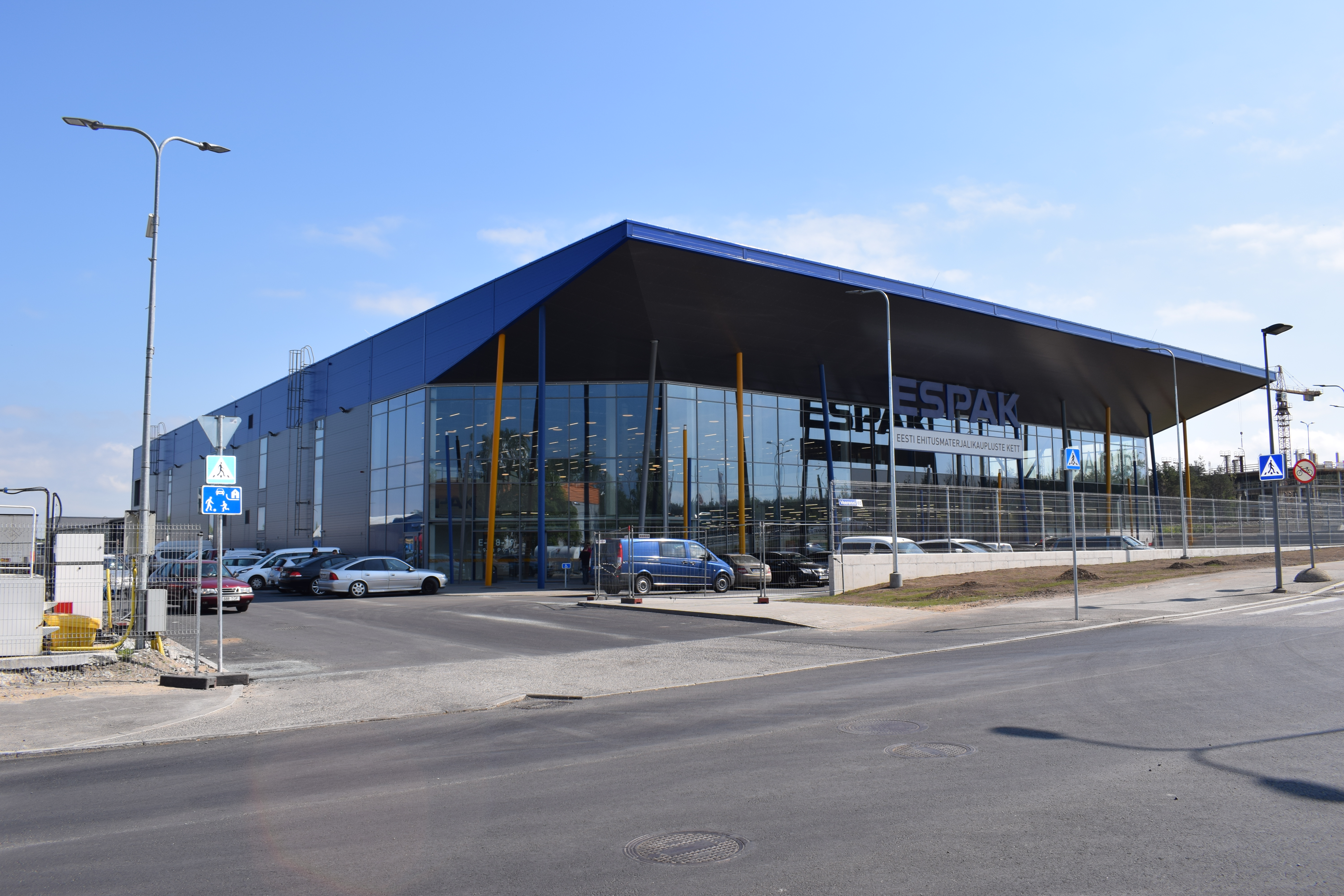
Magasin de matériaux de construction Espak.